# Рукопись «Хамсе» (М—500)
Рукопись «Хамсе» — рукопись, содержащая все поэмы из «Хамсе» классика персидской поэзии Низами Гянджеви. Хранится в Институте рукописей Национальной академии наук Азербайджана.
Список неполный. Отсутствует «Икбал-наме». Расположение поэм в рукописи традиционное. На полях рукописи по диагонали написана «Хамсэ» Амира Хосрова Дехлеви. Текст переписан в два столбца хорошим насталиком на высококачественной лощеной восточной бумаге кремового цвета и заключён в рамку из двух золотых линий, столбцы разделены такими же линиями. Заглавия написаны жидким золотом почерком сулюс.
В начале каждой поэмы — красочный, художественный цветочный унван, исполненный жидким золотом, лазурью, киноварью и белилами. В конце рукописи помещена одна касыда (699а−570б). Рукопись в современном переплёте. По палеографическим данным, рукопись можно отнести к I половине XV века. Количество листов — 700. Размер: 16 × 26. Шифр: М—500.